# Don Washington (cestista)
Donald Maurice Washington, detto Don (Washington, 22 aprile 1952), è un ex cestista statunitense, professionista nella ABA e in Europa.

## Carriera
Venne selezionato dai New York Knicks al quinto giro del Draft NBA 1975 (80ª scelta assoluta).